# ブローバ

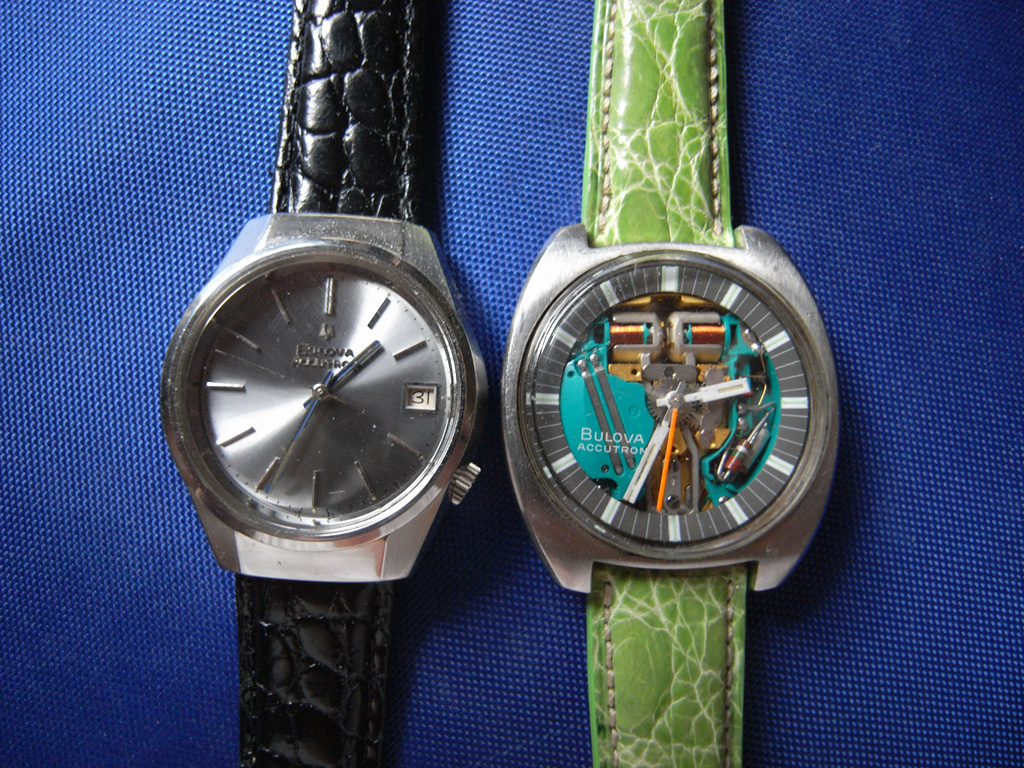
アキュトロンとアキュトロン・スペースビュー スペースビューには本体を縦断する音叉が見える

ブローバ（Bulova）は、アメリカ合衆国の時計メーカー「ブローバ・コーポレーション(Bulova Corporation )」が展開するブランドである。

## 概要
1875年に宝飾店として創業し、のち懐中時計や腕時計の分野に進出して、20世紀のアメリカを代表する腕時計メーカーの1つに成長した。創業以来の企業理念は、"Perfection before Production"、"Quality before Quantity"。
「B、U、L、O、V、A」と自社の綴りを読み上げるラジオコマーシャルも有名で、世界で最初期のラジオコマーシャルの一例であった。その後、1941年には世界で最初のテレビコマーシャルも行っている。
機械式腕時計の時代から技術力を評価されていたが、現在著名なのは1960年発表の電池式腕時計「アキュトロン」である。一定サイクルで作動する音叉を超小型化して腕時計のムーブメントに組み込むというもので、月差1分以内という当時最高の精度を誇った製品で、腕時計の技術史に一時代を築いた。現在はこの音叉をエンブレムに用いている。また、当時のブローバ社はアメリカ航空宇宙局と非常に密接な関係にあり、ジェミニ計画やアポロ計画に技術提供し、宇宙船内の計器や通信機器などに使われた計時装置のほぼ全てを供給し、計46回のミッションに貢献した。
大統領専用機、エアフォースワンのキャビンにもブローバ製の掛時計が採用されている。
2014年にはスイスメイドのプレミアムコレクションである「ブローバ・アキュ・スイス（Bulova AccuSwiss）」を打ち出した。男性用は機械式、女性用はクォーツである。
その他、水晶発振子を3基用いて機械時計の様に滑らかな運針と高精度を誇るクォーツムーブメント「プレシジョニストムーブメント」を開発した。
2012年には、機械式時計の精度をユーザー自らが調整できる業界初の外部歩度調整システム(External Fine Adjustment System)、EFAS(イーファス)を発表。「キャリブレーター」として発売した。
また、2013年から2016年5月まで英国のサッカークラブ、マンチェスター・ユナイテッドの公式時計スポンサーとなった。

## 歴史
- 1875年 - ボヘミア（チェコ）系移民であった「ヨーゼフ・ブローヴァ」ことジョセフ・ブローバ（Joseph Bulova 、1851 – 1936年）によってニューヨーク・マンハッタンのメイデンレーンで宝石店が創業された。
- 1911年 - 時計製造に参入。1912年、スイスのビエンヌに自社工場を開設し、開発や部品生産をスイス工場で実施することで、コストダウンと高品質の両立を図る。ブローバがアメリカ企業製品でありながら、そのムーブメントにスイス製と打刻される事例がみられるのはこのためである。
- 1928年 - クロックラジオを製品化。
- 1941年7月1日 - WNBCに4$支払い野球のブルックリン・ドジャース（現ロサンゼルス・ドジャース）対フィラデルフィア・フィリーズ戦の前に世界初のTVコマーシャルを行なった。
- 1945年 - ジョセフ・ブローバ時計学校（Joseph Bulova School of Watchmaking ）設立。
- 1958年 - ヴァンガード1号にブローバの技術が用いられた。オマール・ブラッドレーが会長に就任した。
- 1960年10月25日 - 音叉式の腕時計「アキュトロン」（Accutron ）を発売。
- 1967年 - 要人輸送機VC-137Aのコクピットクロックに採用された。
- 1969年 - アメリカ合衆国初のクォーツ式腕時計「アキュクオーツ」（Accuquartz ）発売。
- 1971年 - アポロ15号のデイヴィッド・スコットが、ブローバから贈呈されたクロノグラフを私物として月面に持ち込んだ[1]。
- 1973年 - スカイラブ計画用にアラームクロックを開発、搭載された。オマール・ブラッドレーが会長を退任した。
- 1979年 - ロウズ（Loews Corporation ）によって買収された。
- 2000年 - ルドルフ・ジュリアーニ・ニューヨーク市長により、10月4日が「ブローバの日」と定められた。
- 2007年10月 - シチズンがブローバを買収すると発表した。
- 2008年1月10日 - 2億5000万ドルでシチズンに買収された。
- 2010年4月 - 直轄の日本法人が設立された。
- 2011年 - リチャード・ブランソンがアンバサダーとなる。
- 2015年 - 創業140年を機に、本社をエンパイア・ステート・ビルディングに移転。
- 2020年 - 発売60周年を機に「アキュトロン」をブランドとして独立させる。

## アキュトロン
360Hzの音叉を時間制御に使用する音叉式の腕時計である。スイスのバーゼル出身で、1948年にビエンヌのブローバに入社したドイツ系の物理学者・発明家マックス・ヘッツェル(1921年4月5日-2004年9月12日)によって1950年から開発が進められ、1960年に市販化された。この時計以降、ブローバのロゴは音叉に変更された（2020年まで→下記参照）。
音叉に電磁石で一定サイクルの振動を発生させ、音叉そのものの振動をラッチ利用で時針の駆動に用いるシステムである。機械時計の脱進機に相当するφ2mmのインデックス車に320枚の歯を切るなど非常に精密な加工を施し、誤差2秒/日という、当時としては驚異的な高精度を実現したことで技術的に世界の時計業界をリードした。音叉に由来する独特の駆動音が特徴である。
初期型キャリバーはCal.214で、他にCal.218、Cal.219がある。
アメリカ航空宇宙局の公式腕時計の納入においてオメガのスピードマスターと争い、結果的に腕時計は採用されなかったが、当初は無重力下でゼンマイとテンプの振動に依存する従来の機械式時計がどのように動くかわからなかったため、エクスプローラー計画の搭載時計や、宇宙船のパネルクロックは全て音叉式で重力に影響されにくいブローバ製となり、また最初の月着陸を成し遂げたアポロ11号により静かの海に設置された。後にオメガのスピードマスターにもブローバのメカニズムを採用する機種「スピードソニック」が発売されている。
1971年にはレディース用も発売され、1977年製造中止されるまでに4000万個以上を販売した。
しかしながら利益を独占するため、音叉機構のパテントを積極的に公開しなかったことがセイコーなどの競合メーカーを水晶発振式時計の開発に向かせることになり、音叉時計の技術を単独で開発しなければならない状況に陥ったことで小型化、省電力化、精度向上等技術革新が進まず、このことが結果として音叉式ムーブメントの衰退を招いた。
時計修理の現場では、ブローバの音叉時計は構造が余りにも精緻に過ぎ、修理・調整が大変に難しかった事から時計修理技能士の間でも手間のかかる難物と認識され、初期のクォーツ式時計の倍以上という高額さも相まって、市場に普及はしなかったとされている。

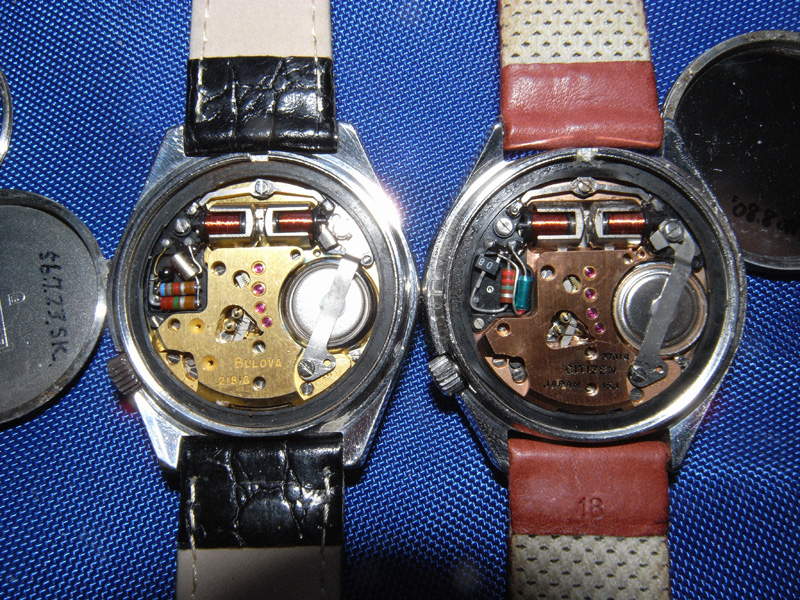
アキュトロンとシチズン ハイソニックのムーブメント。いずれも上部には、調時機構と指針の動力源を兼ねる音叉の駆動コイルが見える

日本国内のメーカーではシチズンが共同でブローバシチズン（現シチズン電子）を設立し、音叉式時計ハイソニックを製造、販売した。ハイソニックの内部構造はアキュトロンに酷似している。
電池はこの頃一般的であった1.35Vの水銀電池を使用しており、2010年現在標準的になっている1.55Vの酸化銀電池では正しく動作しないため、維持するには本体を改造するか、アキュセル1に代表される降圧アダプタを併用する必要がある。
2010年に音叉式ムーブメント発表50周年記念として当時のムーブメントを完全に復刻したスケルトンタイプのスペースビューが1000個限定品として発売された。
2020年、発売60周年を機にアキュトロンはブランドとして独立することとなり（音叉のロゴも継承した）、オリジナルのデザインを取り入れた「アキュトロン スペースビュー 2020」（世界300本限定）と、デザインをアップデートした「アキュトロン DNA」（共にクオーツ駆動）が発売開始された。これらは二つの静電誘導発電タービンにより腕の振動を利用して発電し、静電誘導モーターで針を動かす。精度は月差±5秒となっている。

## アキュクォーツ

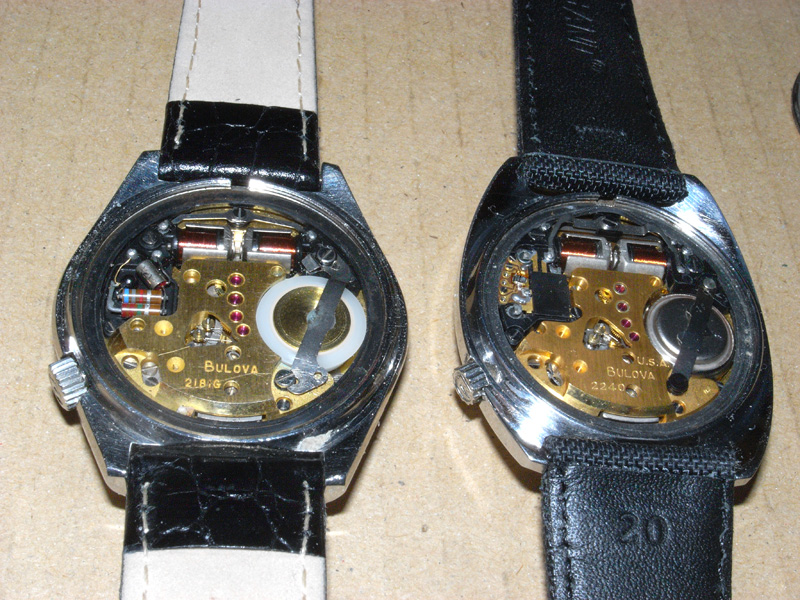
アキュトロンとアキュクォーツのムーブメント。クォーツの缶はICの下で見えない

原理としては32768Hzの水晶振動子の制御により音叉時計を動かす方式で、メーカーとしての目標精度は年差3分であった。1970年からは腕時計化された。酸化銀電池を使うため電池の入手は比較的容易である。
ブローバは1971年、従来のブローバ・218音叉ムーブメントにスイスの政府機関である電気時計研究所(CEH)が開発したベータ21・ムーブメントの電子回路を組み合わせた最初のアキュクォーツであるベータ21-アキュトロンを発売したが、ベータ21-アキュトロンは大型の18金ケースにムーブメントが収められており、重量は100gと腕時計としては重めの部類に入るものであった。ブローバはほどなくCEHとの協業をやめた為、ベータ21-アキュトロンは1年間しか生産されなかった。
CEH陣営から離れたブローバは独自の音叉クォーツ回路の開発を進め、翌1972年に完全自社製の音叉クォーツムーブメントであるブローバ・224を採用した音叉クォーツ腕時計を「アキュクォーツ」として発売する。アキュクォーツに於いては、音叉は周波数の発生源ではなく、単に指針を動かす動力源としてのみ機能した。この構造は1970年にロンジンが独自に開発したクォーツ腕時計であるロンジン・ウルトラクォーツに概念が類似していた。224ムーブメントのアキュクォーツは1976年まで販売が続けられたが、1977年からはロンジンの量産クォーツムーブメントであるESA 9362を内蔵したごく一般的なクォーツ時計であるアキュトロン・クォーツに置き換えられる形で姿を消した。
なお、1977年及び1978年には、日本のブローバシチズンからの技術供与で独自開発されたブローバ・242ムーブメントを内蔵したブローバ・クォーツも存在した。242ムーブメントを最後に、ブローバはムーブメントの独自開発及び自社製造から撤退し、原則として製造を外部委託する（=ODM生産）か、他社製ムーブメントを購入する（OEM供給）経営戦略を採っていく事になる。